# Tabanus exoticus
Tabanus exoticus är en tvåvingeart som beskrevs av Ricardo 1913. Tabanus exoticus ingår i släktet Tabanus och familjen bromsar. Inga underarter finns listade i Catalogue of Life.